# Tocqueville-les-Murs
Tocqueville-les-Murs is een gemeente in het Franse departement Seine-Maritime (regio Normandië) en telt 269 inwoners (2005). De plaats maakt deel uit van het arrondissement Le Havre.

## Geografie
De oppervlakte van Tocqueville-les-Murs bedraagt 3,5 km², de bevolkingsdichtheid is 76,9 inwoners per km².
De onderstaande kaart toont de ligging van Tocqueville-les-Murs met de belangrijkste infrastructuur en aangrenzende gemeenten.

## Demografie
Onderstaande figuur toont het verloop van het inwonertal (bron: INSEE-tellingen).